# Kis tölgyfa-övesbagoly
A kis tölgyfa-övesbagoly (Catocala promissa) a rovarok (Insecta) osztályának a lepkék (Lepidoptera) rendjéhez, ezen belül a bagolylepkefélék (Noctuidae) családjához tartozó faj.

## Elterjedése
Száraz vegyes lombhullató erdőkben, tölgyesekben a mérsékelt égövi Európában és Kis-Ázsiában elterjedt egészen Örményországig.

## Megjelenése
- lepke: szárnyfesztávolsága 28–32 mm. Az első szárnyak fa kérgét utánozzák zavaros sötét- és világosbarna színükkel. A hátsó szárnyak pirosak, széles, fekete csíkkal.

## Életmódja
- nemzedék: egy nemzedéke van évente, júliustól augusztusig rajzik. A peték telelnek át.
- tápnövénye: a tölgy, vadgesztenye

## Fordítás
- Ez a szócikk részben vagy egészben  a   Kleines Eichenkarmin című német Wikipédia-szócikk fordításán alapul.  Az eredeti cikk szerkesztőit annak laptörténete sorolja fel. Ez a jelzés csupán a megfogalmazás eredetét és a szerzői jogokat jelzi, nem szolgál a cikkben szereplő információk forrásmegjelöléseként.